# الدين في كوبا
الدين في كوبا (2000)
الديانة السائدة في كوبا هي المسيحية، وخاصة الكاثوليكية الرومانية، على الرغم من أنها في بعض الحالات يتم تعديلها بعمق وتأثيرها من خلال التوفيق بين المعتقدات. الديانة التوفيقية المشتركة هي السانتيريا، التي جمعت بين ديانة اليوروبا للعبيد الأفارقة والكاثوليكية وبعض فروع الأمريكيين الأصليين؛ يظهر تشابهًا مع أومباندا البرازيلية ويتلقى درجة من الدعم الرسمي. تقدر الكنيسة الرومانية الكاثوليكية أن 60% من السكان كاثوليك، لكن 5% فقط من 60% يحضرون القداس بانتظام، بينما تقدر مصادر مستقلة أن 1.5% فقط من السكان يفعلون ذلك. في استطلاع رعته Univision, قال 44% من الكوبيين إنهم ليسوا متدينين و 9% لم يعطوا إجابة بينما قال 34% فقط إنهم مسيحيون.
تقدر العضوية في الكنائس البروتستانتية بنسبة 5 بالمائة وتشمل المعمدانيين، الخمسينيين، السبتيين، المشيخيين، الأنجليكان، الميثوديين، جمعية الأصدقاء الدينية (الكويكرز) واللوثريين. في العقود الأخيرة، شهدت البروتستانتية بعض الازدهار، وتشمل الطوائف المسيحية الأخرى الكنيسة الأرثوذكسية اليونانية والكنيسة الأرثوذكسية الروسية وشهود يهوه وكنيسة يسوع المسيح لقديسي الأيام الأخيرة.
تشمل ديانات الأقلية غير المسيحية في كوبا الهندوسية والديانة الشعبية الصينية، والتي يمثل كل منها 0.2% من السكان، بالإضافة إلى العقيدة البهائية والبوذية واليهودية والإسلام والأديان الجديدة، والتي تضم جميعها أعدادًا لا يستهان بها من أتباعها. أقل من 0.1% من سكان كوبا. بالإضافة إلى ما سبق، صرح 18.0% من الكوبيين بأنهم ملحدون و 5.1% قالوا أنهم ملحدين.

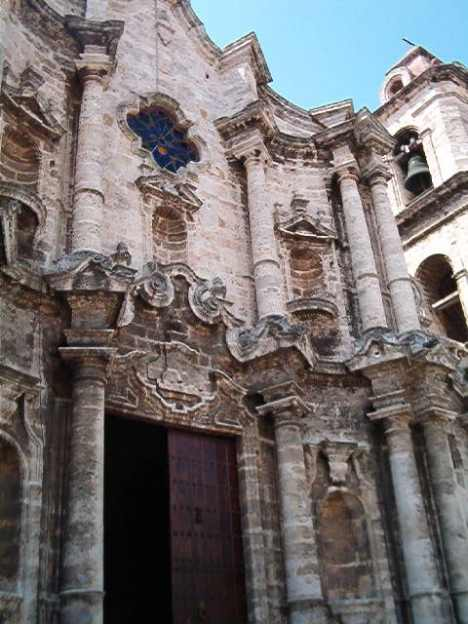
مدخل كاتدرائية سان كريستوبال دي لا هابانا (كاتدرائية القديس كريستوفر في هافانا)

كوبا هي موطن لمجموعة متنوعة من الديانات التوفيقية ذات الأصل الثقافي الأفريقي إلى حد كبير. وفقًا لتقرير صادر عن وزارة الخارجية الأمريكية، تقدر بعض المصادر أن ما يصل إلى 80 بالمائة من السكان يتشاورون مع ممارسي الديانات ذات الجذور الغربية الأفريقية، مثل السانتيريا أو بالو أو الكوبية. تطورت سانتيرية من تقاليد اليوروبا، أحد الشعوب الأفريقية التي تم استيرادها إلى كوبا خلال القرنين السادس عشر والتاسع عشر للعمل في مزارع السكر. تمزج سانتيرية بين عناصر المسيحية ومعتقدات غرب إفريقيا، وبالتالي جعلت من الممكن للعبيد الاحتفاظ بمعتقداتهم التقليدية أثناء ظهورهم على أنهم يمارسون الكاثوليكية. La Virgen de la Caridad del Cobre (سيدة الأعمال الخيرية) هي الراعية الكاثوليكية لكوبا وتحظى بتقدير كبير من قبل الشعب الكوبي وتعتبر رمزًا لكوبا. في سانتيرية، تم دمجها مع الإلهة Ochún. يحتفل الكوبيون بالمهرجان الديني الهام "La Virgen de la Caridad del Cobre" سنويًا في 8 سبتمبر. الديانات الأخرى التي تمارس هي بالو مونتي وأباكو، والتي تحتوي على أجزاء كبيرة من طقوسها باللغات الأفريقية.
على الرغم من أن القيود المفروضة على الدين في كوبا كانت ضئيلة مقارنة بالدول الشيوعية الأخرى مثل الاتحاد السوفيتي أو الصين، إلا أن العدد الكبير من الملحدين كان على الأرجح بسبب الجو الشيوعي للإلحاد الماركسي اللينيني.

## تاريخ

### رئاسة فيدل كاسترو
بعد الثورة الشيوعية عام 1959, فرضت الحكومة الكوبية قيودًا على ممارسة الشعائر الدينية. لم يُسمح للمتدينين بالانضمام إلى الحزب الشيوعي الكوبي بسبب تناقض الدين مع الفلسفة الماركسية للحزب. في أغسطس 1960, وقع العديد من الأساقفة على رسالة رعوية مشتركة يدينون فيها الشيوعية ويعلنون أنها تتعارض مع الكاثوليكية، ويدعون الكاثوليك إلى رفضها. ألقى كاسترو خطابًا استمر أربع ساعات في اليوم التالي، أدان فيه القساوسة الذين يخدمون «ثروة كبيرة» ويستخدم المخاوف من تأثير الفالانجيين لمهاجمة الكهنة المولودين في إسبانيا، معلناً «أنه لا شك في أن فرانكو لديه مجموعة كبيرة من الكهنة الفاشيين في كوبا».
كان العقد الذي تلا الستينيات مضطربًا، وفقد الكثير من الناس الاهتمام بالدين لأن الكثير من الهرمية الدينية عارضوا الثورة الشعبية. أبلغت أبرشية هافانا في عام 1971 عن تعميد 7,000 فقط. في عام 1989, ارتفع هذا الرقم إلى 27,609 وفي عام 1991 إلى 33569.

في عام 1985, نشر مجلس الدولة في هافانا الكتاب الأكثر مبيعًا بعنوان Fidel y la Religion, والذي كان عبارة عن نسخ مكثف لـ 23 ساعة من المقابلات بين فيدل كاسترو وراهب لاهوت تحريري برازيلي يدعى Frei Betto. - ملحدون من أعضاء الحزب الشيوعي على أساس:
ما كنا نطالب به هو التمسك الكامل بالماركسية اللينينية. . . كان يفترض أن أي شخص ينضم إلى الحزب سيقبل سياسة الحزب وعقيدته من جميع الجوانب.
في السنوات التي أعقبت انهيار الاتحاد السوفيتي، تبنت الدولة موقفًا أكثر تصالحية تجاه الدين وقللت من ترويجها للإلحاد. في تشرين الثاني (نوفمبر) 1991, بدأ الحزب الشيوعي السماح للمؤمنين بالالتحاق بصفوفه. في يوليو 1992, تم تعديل الدستور لإزالة تعريف كوبا كدولة قائمة على الماركسية اللينينية، وأضيفت المادة 42, التي تحظر التمييز على أساس المعتقد الديني. سمح قانونًا لمراكز العبادة الصغيرة بالوجود مرة أخرى. في أوائل التسعينيات، قدر عدد الحضور الأسبوعي للكنيسة في الجزيرة بحوالي 11 مليون شخص[مِن قِبَل مَن؟]

```
عند حوالي 250,000 أو حوالي 2% من السكان (مع تقسيم متساوٍ بين الكاثوليك والبروتستانت). كان لدى كوبا عدد من الكهنة أقل من أي دولة أخرى في أمريكا اللاتينية.
```

منذ عام 1992, تم تخفيف القيود، وتم تخفيف التحديات المباشرة من قبل مؤسسات الدولة للحق في الاعتقاد إلى حد ما، على الرغم من أن الكنيسة الكاثوليكية الرومانية لا تزال تواجه قيودًا على الاتصال الكتابي والإلكتروني ولا يمكنها قبول التبرعات إلا من مصادر التمويل المعتمدة من الدولة. تتكون الكنيسة الكاثوليكية الرومانية من مؤتمر الأساقفة الكوبيين الكاثوليك (CCBC), بقيادة خايمي لوكاس أورتيغا إي ألامينو، رئيس أساقفة هافانا. لديها 11 أبرشية و 56 رهبنة راهبات و 24 رهبنة كهنة.
انتقد مؤتمر الأساقفة الكوبيين بشدة الحظر الأمريكي المفروض على كوبا وادعى أن جميع السكان قد عانوا منه. وقد تأثر مؤتمر الأساقفة الكاثوليك في الولايات المتحدة بهذا الأمر وطالب باستبعاد الغذاء والدواء من الحظر.
في يناير 1998, على الرغم من أنه كان معاديًا للشيوعية، قام البابا يوحنا بولس الثاني بزيارة تاريخية إلى الجزيرة، بدعوة من الحكومة الكوبية والكنيسة الكاثوليكية في كوبا. وانتقد البابا الحظر الأمريكي خلال زيارته. زار البابا بنديكتوس السادس عشر كوبا عام 2012 وزارها البابا فرانسيس عام 2015. في تحول في السياسة، أصدرت الحكومة الكوبية تصاريح للسماح ببناء كنيسة جديدة في كوبا، وهي الأولى منذ عام 1959.
في 20 أكتوبر 2008, افتتحت أول كنيسة أرثوذكسية روسية في كوبا خلال حفل رسمي حضره راؤول كاسترو.

### رئاسة راؤول كاسترو
بدأ موقف الحزب الشيوعي الكوبي يتغير. قال راؤول كاسترو في مؤتمر صحفي متلفز عام 2015 ناقش فيه زيارة البابا فرانسيس في سبتمبر 2015, «أنا من الحزب الشيوعي الكوبي الذي لا يسمح بالمؤمنين، لكننا نسمح بذلك الآن. إنها خطوة مهمة». وأشار كاسترو إلى أنه قد يعود إلى ممارسة الكاثوليكية وأنه سيحضر القداس الذي يحتفل به البابا في كوبا.
ظهرت دراسات حاولت ربط الأديان الأفرو كوبية بالأمراض العقلية. استُخدمت (ولا تزال) حملة القضاء على التمييز العنصري في كوبا كأساس لحظر إنشاء المؤسسات الكوبية الأفريقية لأن القيام بذلك وُصف بأنه مثير للانقسام العنصري.
تقول القس كلارا روديس غونزاليس «لقد عانينا من التمييز في المدارس والعمل».

## المسيحية
لعبت المسيحية دورًا مهمًا في تاريخ كوبا. تم استعمار السكان الأصليين لكوبا من قبل كريستوفر كولومبوس بعد أيام قليلة من وصوله إلى العالم الجديد في عام 1492. في عام 1511, بدأ الاستعمار بشكل منهجي عندما أنشأ الفاتح دييغو فيلازكيز دي كيولار الكنيسة الكاثوليكية في كوبا مع الكاهن الأول فراي بارتولومي دي لاس كاساس المعروف باسم «حامي الهنود». جنبا إلى جنب مع الكاثوليكية، جاءت البروتستانتية في نفس الوقت. تأسست الكاثوليكية في وقت مبكر بينما جاءت البروتستانتية في وقت لاحق. «لم تترسخ البروتستانتية بشكل دائم في كوبا حتى القرن التاسع عشر، على الرغم من أن البلاد كانت تزورها باستمرار منذ القرن السادس عشر من قبل القراصنة والقراصنة والمتعطلين، وكثير منهم من البروتستانت». في كوبا، ظهرت جذور البروتستانتية في نفس وقت ظهور المسيحية تقريبًا. لطوائف الكاثوليكية والبروتستانتية تأثير كبير في التاريخ الكوبي.[بحاجة لمصدر]

### الكاثوليكية
الكنيسة الكاثوليكية في كوبا هي جزء من الكنيسة الكاثوليكية في جميع أنحاء العالم، تحت القيادة الروحية للبابا في روما. هيئة الكنيسة الكاثوليكية في كوبا يحكمها مؤتمر الأساقفة الكوبيين. هناك أكثر من ستة ملايين كاثوليكي - حوالي 60.5% من مجموع السكان. تنقسم البلاد إلى إحدى عشرة أبرشية من بينها ثلاث أبرشيات. لعبت الكنيسة الكاثوليكية في كوبا دورًا أكثر نشاطًا سياسيًا من العديد من البلدان الأخرى. تدعي أنها شاركت في مناقشة مع الحكومة حول قضايا مثل السجناء السياسيين وإصلاحات السوق الحرة. يتمتع الكاثوليك في كوبا بحرية دينية أكبر من تلك الموجودة في الدول الشيوعية الأخرى مثل الصين وفيتنام.[بحاجة لمصدر]

### البروتستانتية
بينما وصل البروتستانت إلى جزيرة كوبا في وقت مبكر من أيامها الاستعمارية، لم تزدهر معظم كنائسهم حتى القرن العشرين بمساعدة المبشرين الأمريكيين. في أوائل القرن العشرين، حصلت الكنائس البروتستانتية الكوبية على مساعدة كبيرة من قبل العديد من المبشرين الأمريكيين الذين ساعدوا في العمل في الكنائس وقدموا أيضًا الدعم من كنائسهم المحلية. عندما اجتاح نظام فيدل كاسترو البلاد في عام 1959, سُمح قانونًا للكنائس البروتستانتية بالاستمرار. ومع ذلك، فإن بعض الأحداث على النحو المفصل أدناه والاضطهاد الديني منعتهم من الازدهار. خلال الفترة الخاصة التي بدأت في عام 1991, بدأت الكنائس البروتستانتية في الازدهار مرة أخرى وأصبحت اليوم مجموعة دينية أساسية في كوبا. يقدر عدد السكان البروتستانت في كوبا بحوالي 11%.[بحاجة لمصدر]

#### اليوم السابع للمؤمنين برجوع المسيح
اعتبارًا من عام 2016, تضم كنيسة الأدنتست السبتيين في كوبا أكثر من 34,041 عضوًا يتعبدون في 328 كنيسة وتجمعات، ويُقال إنها واحدة من أكبر الكنائس البروتستانتية في كوبا. كانت العلاقة مع الحكومة إيجابية، على الرغم من أن الكلية الرئيسية، كلية الاتحاد الأنتيلي التي بدأت في كوبا، انتقلت إلى بورتوريكو بعد الثورة الكوبية عام 1959. في عام 1969, بدأ معهد اللاهوت في المقر الرئيسي للكنيسة في كوبا، وفي عام 1985 طور علاقة مع جامعة مونتيموريلوس في المكسيك كمدرسة ملحق، مما جعل المنشأة، التي تسمى الآن مدرسة كوبا الأدنتستية، تصل إلى معايير مقبولة عالميًا. في عام 1996, انتقلت المدرسة الدينية إلى حرم جامعي جديد تم بناؤه بواسطة Maranatha Volunteers International, وفي عام 2008 حصلت على الاعتماد الكامل من قبل جمعية اعتماد الأدفنتست (AAA). القساوسة والعاملين في الكتاب المقدس في كوبا، يقيمون الخدمات وينشرون على الرغم من الموارد المحدودة مثل أجهزة الكمبيوتر والكتب ومدرسة السبت وموارد خدمة الأطفال، لكن الكنيسة تعتقد أن التحسن في العلاقات بين الولايات المتحدة وكوبا قد يعني فرصًا أكبر لنمو الكنيسة. حضر رئيس كنيسة الأدنتست السبتيين في كوبا، ألدو بيريز، خطاب الرئيس أوباما في هافانا أثناء زيارته في عام 2016. في عام 2017, تم تخصيص كنيسة جديدة على أحدث طراز في كارديناس، ماتانزاس، مع أكثر من 1,200 من قادة الكنيسة والأعضاء وممثلي الحكومة والضيوف من جميع أنحاء الجزيرة.

### شهود يهوه
اعتبارًا من عام 2016, كان هناك حوالي 96,000 من شهود يهوه النشطين في كوبا (حوالي 0.85% من السكان). من عام 1938 إلى عام 1947, ارتفع عدد شهود يهوه في كوبا من حوالي 100 إلى 4,000. بعد الحرب العالمية الثانية، زادت العضوية في كوبا إلى 20,000 عضو، وبحلول عام 1989 كان هناك ما يقرب من 30,000 عضو. تم حظر الحركة في كوبا عام 1974, وسُجن أعضاؤها لرفضهم الخدمة العسكرية. خلال عملية رفع القوارب في مارييل عام 1980, غادر كوبا حوالي 3000 شاهد. في عام 1994, أطلقت الحكومة الكوبية سراح ممثلين عن جمعية برج المراقبة، وسمح للأعضاء بالاجتماع في مجموعات تصل إلى 150 في قاعات المملكة وأماكن العبادة الأخرى. وافتتح مكتب فرعي لشهود يهوه مع مطبعة في هافانا في نفس العام. في عام 1998, سُمح للشهود بالاجتماع في محافل أكبر في المدن الكبرى في كوبا.

## السانتيريا
إن وصول وتحمل السانتيريا (المعروف أيضًا باسم Regla de Ocha) في كوبا ناتج عن عوامل متعددة مساهمة. تنبع جذور السانتيريا من نيجيريا وتم نقلها إلى كوبا عن طريق شعب لوكومي . ومع ذلك، كان شعب لوكومي يتألف فقط من حوالي 8% من إجمالي السكان العبيد في كوبا من عام 1760 حتى حوالي عام 1850. مع هذه الأرقام المنخفضة التي يمكن الاعتماد عليها، كان الدين يتعرض لهجوم مستمر في شكل التخفيف من خلال أعداد أكثر هيمنة في شكل الاستعانة بمصادر خارجية الإنجاب والقسوة التي تمارس من خلال استخدام العبودية.
بين عامي 1800 و 1850, كان جميع سكان كوبا تقريبًا يتألفون من أشخاص من أصل أفريقي. خلق هذا العامل إحساسًا بعدم اليقين لأصحاب المزارع بسبب التوترات بين السكان العبيد. أدت المنافسات بين العبيد في النهاية إلى خسارة متزايدة في الإنتاج. أسفرت طريقة مكافحة الخسائر عن أن الزيادة في أعداد Lucumi من شأنها أن تخدم المزرعة بشكل أفضل. كان من المعروف أن شعب Lucumi عمال مجتهدون ومعتدلون.
نتيجة لزيادة استيراد العبيد، ارتفع عدد سكان Lucumi بشكل حاد إلى حوالي 34%. يعود سبب زيادة السانتيريا إلى أن العديد من العبيد والأحرار الآخرين بدأوا في ممارسة دين السانتيريا، وبالتالي زيادة مدى التأثير والانتماء بطريقة أكثر تنوعًا. تسبب التصرف في الاستعمار في ضغط كبير على جميع الأديان خارج الكاثوليكية. على مدار 90 عامًا، حافظ Lucumi على ممارسة دين السانتيريا. يشمل دين السانتيريا الطعام القرباني والغناء والرقص والأزياء والآلهة الروحية واستخدام المصنوعات اليدوية. في البداية، كان لابد أن يمارس Lucumi وغيرهم من عبدة السانتيريا في الخفاء.
سوف يخلقون مناطق متسرعة يجرون فيها الممارسة الهيكلية للسانتيريا ويعودون إلى حياتهم الاستعمارية بعد ذلك. ومع ذلك، فإن ممارسة السانتيريا بشكل أكثر انتظامًا لا تتم في مزارع السكر ولكن في المناطق الحضرية. تم تقديم التوفيق بين السانتيريا المحدثة عندما احتاج الخلاسيون من الدرجة العالية إلى إيجاد طرق للتخفيف من الأمراض مثل الإجهاد أو المرض. لم تكن هناك مساعدة طبية رسمية متاحة للمجتمع في ذلك الوقت. في ضوء هذا التصرف، انسحب الخلاسيون من الدرجة العالية من أي موارد يمكنهم العثور عليها. لقد وظفوا ممارسات العبيد المسيحيين مع المعالجين الأفارقة الكوبيين والكوراندروس الإسبان.
خدم المعالجون الأفرو-كوبيون والكوراندروس الإسبان بصفتهم الممارسين الطبيين الوحيدين في كوبا وكانوا مسؤولين عن علاج كل من السكان السود والبيض. جعلت المسافة بين المدينة والريف من الصعب للغاية على العبيد المشاركة في التوفيق بين السانتيريا والكاثوليكية والمسيحية. كان هذا بسبب الجغرافيا. تقع معظم الكنائس الدينية الأوروبية في المناطق الحضرية أو البلدات ويتطلب حضور الخدمات السفر لمسافات طويلة، مما قد يتعارض مع إنتاج السكر. في المناطق الحضرية، عمل العبيد جنبًا إلى جنب مع الأحرار والكوبيين البيض في جو أقل تقييدًا.
لقد تم تعليمهم وموثوق بهم لأداء العمالة الماهرة وأعطوا قدرًا كبيرًا من المسؤولية. لقد خدموا في العديد من الوظائف المتنوعة، والتي كانت بمثابة حافز للتوفيق بين السانتيريا والكاثوليكية والمسيحية. لم يمتثل كل عبد في كوبا لتوظيف العبودية. كان المارونيين, كما وصفهم أصحاب العبيد الكوبيون، مجموعة من العبيد الذين فروا من الأسر وشكلوا مجتمعات تتكون من آلاف الأشخاص. لجأوا إلى البرية وجبال كوبا حيث حافظوا على ممارسة السانتيريا. لقد اعتبروا تهديدًا خطيرًا للغاية لسيطرة الحكومة الاستعمارية على العبودية والقمع.
كان المارونيين قادرًا على التملص من الأسر وتقديم المساعدة والمأوى للعبيد الهاربين الآخرين. بمرور الوقت، طوروا وسائل التواصل مع المعسكرات السرية الأخرى المحيطة عبر عبيد المزارع والكوبيين البيض الودودين. شكل العبيد والأحرار الآخرون الذين عاشوا في المناطق الريفية مجتمعات ومجموعات سرية مارسوا فيها معتقداتهم الدينية للسانتيريا بعيدًا عن الرأي العام لتجنب الإصلاح والقمع الاستعماري. بعد إلغاء العبودية Palenque, تم تحويل مؤسسة المارونيين إلى مدينة تسمى الكوبري بعد أن بقيت على قيد الحياة لمدة خمسين عامًا.
في دين السانتيريا، يربط التركيز على الوجود الواعي فهم الطبيعة والقوى العليا وقنوات النسب معًا من خلال ممارسة الطقوس والاستبصار. الدائرة عبارة عن رمز مقسم إلى ثلاثة أقسام تبدأ في القلب بالناس وتمتد إلى قسمين آخرين هما الأجداد وأخيراً الآلهة. تمثل أهمية الأشخاص في الجوهر الداخلي في تمثيل يوم الوجود والفهم الحالي في شكل الإدراك داخل الفرد حيث يمكنه أو يمكنها تفسير المعلومات المحيطة بهم.
تمثل الطبقة الخارجية للسلف الفهم الموروث الذي يحمله الفرد معهم كمصدر لكيفية ولماذا لتفسير قيم الإدراك داخل عالم معين. الطبقة الخارجية التي تمثل الألوهية هي قيمة المعرفة والتوجيه والفهم المكتسبة من الأوريشاس والتجربة الشخصية. إن الوجود الذي تمثله الدائرة ليس سهلًا ثابتًا للفهم ولكنه يقف كإحساس متبادل دائم التطور والإدراك للوعي والوجود. يتم تنظيم نسب السانتيريا في الاتصال من خلال الأشقاء (مجموعة من الأقارب) حيث يتم تتبع كل شقيق إلى سلف ذكر مشترك يربط السلالات بالدين. «كانت هناك ثلاث طرق مختلفة لنقل عبادة الأوريشا. يمكن للطفل أن يرث أوريشا من أمه أو أبيه ويواصل عبادته لها. في هذه الحالة، توجد علاقة ثلاثية بين الطفل والوالد والأوريشا.»
أظهر تفصيل أتباع الديانات الأفرو كوبية أن معظم ممارسي بالو مايومبي كانوا من السود وذوي البشرة البنية الداكنة، وكان معظم ممارسي فودو بنيًا متوسطًا وبنيًا فاتحًا، وكان معظم ممارسي السانتيريا بني فاتح وذوي بشرة بيضاء.

## آخرون

### دين الإسلام
وفقًا لتقرير مركز بيو للأبحاث لعام 2011, كان هناك 10,000 مسلم في كوبا يشكلون 0.1% من السكان. اعتبارًا من عام 2012، تحول معظم المسلمين الكوبيين البالغ عددهم 10000 شخص إلى الدين. في مرحلة معينة، كان العديد من الطلاب المسلمين يدخلون دولة كوبا مهتمين بالدراسة في المدارس المرموقة في كوبا. كان عدد الطلاب ما يقرب من 1500-2000. ضمت تلك المجموعة طلابًا من أصل باكستاني، من بين آخرين. من المعروف أن السكان المهيمنين الذين ذهبوا للدراسة في كوبا كانوا الطلاب الباكستانيين الذين كانت قوتهم حوالي 936. في عام 2001، سافر الشيخ محمد بن ناصر العبودي، مساعد الأمين العام لرابطة العالم الإسلامي (MWL) إلى كوبا للحصول على إذن من السلطات الكوبية لإنشاء منظمة إسلامية تدعم الجالية المسلمة في كوبا. ومن بين الأهداف الأخرى للمنظمة المقترحة بناء المساجد ونشر الثقافة الإسلامية بين المسلمين. اعتبارًا من يوليو 2015، افتتحت مؤسسة الشؤون الدينية التركية أول غرفة صلاة للمسلمين الكوبيين وكان أول مسجد في كوبا قيد الإنشاء بتمويل تركي.[بحاجة لمصدر]

### اليهودية
عاش اليهود في جزيرة كوبا منذ قرون. يتتبع بعض الكوبيين أصل يهودي إلى مارانوس (الذين تحولوا إلى المسيحية) الذين جاءوا كمستعمرين، على الرغم من أن القليل من هؤلاء يمارسون اليهودية اليوم. كان يعيش في كوبا أكثر من 24,000 يهودي في عام 1924، وهاجر المزيد إلى البلاد في الثلاثينيات. لكن أثناء الثورة الشيوعية عام 1959 وبعدها، غادر 94% من اليهود إلى الولايات المتحدة ودول أخرى. في عام 2007، بقي ما يقدر بنحو 1500 يهودي كوبي معروف في البلاد، وتقع بأغلبية ساحقة في هافانا، ويُطلق عليهم أحيانًا اسم Jubans كمحور للكلمة الإنجليزية «يهودي» والكوبي. ومنذ ذلك الحين هاجر عدة مئات إلى إسرائيل.[بحاجة لمصدر]